# Rifabutină
Rifabutina este un antibiotic din clasa rifamicinelor, fiind utilizat în tratamentul unor infecții bacteriene. Cele mai importante infecții tratate, datorită spectrului extins pe Mycobacterium, sunt: tuberculoza (în combinație cu antituberculoase, în forme rezistente la rifampicină) și infecțiile cu Mycobacterium avium complex (la pacienții HIV-pozitivi). Calea de administrare disponibilă este cea orală.
Rifabutina a fost aprobată în Statele Unite pentru uz medical în anul 1992. Se află pe lista medicamentelor esențiale ale Organizației Mondiale a Sănătății.

## Reacții adverse
Probleme gastrointestinale.